# جونيور (لاعب كرة قدم مواليد 1979)
جونيور هو لاعب كرة قدم برازيلي في مركز الدفاع، ولد في 25 مارس 1979 في Conceição de Macabu ‏ في البرازيل. لعب مع بوتافوغو ريغاتاس وبورصة سبور ورابيد بوخارست ونادي الفجيرة ونادي تومبينس ونادي دبا الحصن.

## وصلات خارجية
- جونيور (لاعب كرة قدم برازيلي) على موقع اتحاد تركيا (لاعب) (الإنجليزية)
- جونيور (لاعب كرة قدم برازيلي) على موقع قاعدة بيانات كرة القدم.إي يو (الإنجليزية)
- جونيور (لاعب كرة قدم برازيلي) على موقع Soccerway.com (الإنجليزية)